# Norrörarna (vid Örö, Kimitoön)
Norrörarna är öar i Finland. De ligger i Skärgårdshavet eller Norra Östersjön vid Örö i kommunen Kimitoön i landskapet Egentliga Finland, i den sydvästra delen av landet. Öarna ligger omkring 73 kilometer söder om Åbo och omkring 160 kilometer väster om Helsingfors.
Arean för den av öarna koordinaterna pekar på är 1,2 hektar och dess största längd är 200 meter i öst-västlig riktning. Det finns inga samhällen i närheten.